# 長福寺 (八王子市)
長福寺（ちょうふくじ）は、東京都八王子市にある真言宗智山派の寺院。

## 歴史
1625年（寛永2年）寂の勝恵法印、または1679年（延宝7年）寂の頼永法印の開山と伝えられる。また勝恵法印が開山で頼永法印が中興という説もある。いずれの説にしても江戸時代初期に創建されたものと推測される。
現在は当寺境内にある「鳥栖観音堂」の別当寺として創建された。鳥栖観音堂（とすかんのんどう）は創建年代不詳の観音堂で、ある日火災に遭い、観音像が自ら飛び出して鳥の巣（鳥栖）に退避した逸話から「鳥栖観音」と呼ばれるようになった。また、この火災を逃れた逸話により「火防観音」との異名も持ち、江戸の火消たちの信仰も集めることになった。
1917年（大正6年）、宮城野萩を譲り受け、少しずつ増やしていった。その甲斐あって、現在では2700株まで増え、別名「はぎ寺」と称されるようになった。これは仙台藩第3代藩主伊達綱宗作の観音像が当寺に安置されていた縁による。

## 交通アクセス
- 八王子西ICより車12分。